# Oluwatoyin Asojo
Oluwatoyin (Toyin) A. Asojo est une médecin et cristallographe nigériane, professeure titulaire  et présidente du département de chimie et de biochimie de l'Université de Hampton. Elle était auparavant professeure associée de pédiatrie-médecine tropicale au Baylor College of Medicine. Elle travaille à « l'interface des mathématiques, de la chimie, de la biologie, du calcul ». Elle est cristallographe et s'intéresse aux études structurelles des protéines des agents pathogènes des maladies tropicales négligées.

## Enfance et éducation
Asojo est née au Nigeria et s'est portée volontaire dans un orphelinat alors qu'elle était à l'école[Quoi ?]. Son père était un scientifique en chef de laboratoire à l'Université d'Ibadan, et elle passait plusieurs heures par semaine dans le laboratoire. Elle a fréquenté l'International School Ibadan (en) et a postulé pour une bourse des United World Colleges qui lui permettrait d'étudier à l'étranger. Elle était l'une des sept candidatures sur 10 000 à être sélectionnée. Elle a obtenu un baccalauréat international (en) (Licence) en 1989 délivré par le Pearson College UWC (en). En 1993, Asojo a obtenu un double diplôme spécialisé à l'Université Trent, avec une spécialisation en chimie et en économie . Elle a reçu une bourse complète pour ses études. Asojo a obtenu un doctorat à l'Université de Houston en 1999.

## Recherche
Asojo a mené des recherches dans l'industrie, le milieu universitaire et le gouvernement. Après avoir obtenu son diplôme, Asojo a été nommée chercheuse postdoctorale à l'Institut national du cancer. Elle a passé un an en tant que scientifique chez Tibotec (en) à Rockville, Maryland. En 2003, Asojo a rejoint le centre médical de l'Université du Nebraska (en) en tant que professeure adjoint. Elle a simultanément dirigé l'installation de cristallographie aux rayons X de l'Eppley Institute for Research in Cancer and Allied Diseases (en). Elle y a étudié les protéines membranaires impliquées dans la multirésistance aux médicaments. Elle a reçu deux bourses des National Institutes of Health en 2005, étudiant des traitements alternatifs à l'infection par l'ankylostomose. Elle a occupé un poste d'assistante à l'Université Olabisi Onabanjo.
Asojo est maintenant à l'Université de Hampton à Hampton, en Virginie, où elle est professeure titulaire de chimie et de biochimie. Asojo était auparavant basée au Baylor College of Medicine, où son laboratoire se consacrait à la production, la purification et la cristallisation des protéines. Elle partage du matériel avec le Sabin Vaccine Institute (en). Depuis 2001, elle coordonne des projets de recherche d'été pour les lycéens défavorisés par le biais du projet SEED (en) de l'American Chemical Society. Elle fait partie du Fulbright Specialist Roster entre 2016 et 2021. Elle a remporté la Bourse Carnegie de la diaspora africaine en 2016. Depuis 2014, Asojo est rédactrice en chef pour Nature's Scientific Reports et rédactrice en chef associé spécialisé en cristallographie pour BMC Structural Biology (en).

## Récompenses et honneurs
- 2004 : Bourse Gladys Pearson en cancer pédiatrique [12]
- 2006 : Université du Nebraska à Omaha Woman of Color Award [5]
- 2015 : Bourse Carl Storm des Gordon Research Conferences (en) pour les minorités sous-représentées [7]
- 2016 : Spécialiste Fulbright[13]
- 2016 : Society for Science & the Public (en) Science Advocate Grant program [14]
- 2016 : Bourse Carnegie de la diaspora africaine en 2016[7].
- 2017 : Baylor College of Medicine Norton Rose Fulbright Faculty Excellence Award en enseignement [7]

## Publications (sélection)
Les publications les plus citées d'Asojo incluent : 
- Asojo, OA, Goud, G., Dhar, K., Loukas, A., Zhan, B., Deumic, V., . . . & Hotez, PJ (2005). X-ray structure of Na-ASP-2, a pathogenesis-related-1 protein from the nematode parasite, Necator americanus, and a vaccine antigen for human hookworm infection. Journal of molecular biology, 346 (3), 801-814.
- Asojo, OA, Gulnik, SV, Afonina, E., Yu, B., Ellman, JA, Haque, TS et Silva, AM (2003). Novel uncomplexed and complexed structures of plasmepsin II, an aspartic protease from Plasmodium falciparum. Journal of molecular biology, 327 (1), 173-181.
- Nachon, F., Asojo, OA, Borgstahl, GE, Masson, P. et Lockridge, O. (2005). Role of water in aging of human butyrylcholinesterase inhibited by echothiophate: the crystal structure suggests two alternative mechanisms of aging. Biochemistry, 44 (4), 1154-1162.
- Asojo, OA, Afonina, E., Gulnik, SV, Yu, B., Erickson, JW, Randad, R., . . . & Silva, AM (2002). Structures of Ser205 mutant plasmepsin II from Plasmodium falciparum at 1.8 Å in complex with the inhibitors rs367 and rs370. Acta Crystallographica Section D: Biological Crystallography, 58 (12), 2001-2008.
- Hotez, PJ, Asojo, OA et Adesina, AM (2012). Nigeria:“Ground Zero" for the High Prevalence Neglected Tropical Diseases. PLoS Negl Trop Dis, 6 (7), e1600.